# Halacarsantia ovata
Halacarsantia ovata är en kräftdjursart som beskrevs av Michitaka Shimomura och Ariyama 2004. Halacarsantia ovata ingår i släktet Halacarsantia och familjen Santiidae. Inga underarter finns listade i Catalogue of Life.